# كيفن غريدي
كيفن غريدي (بالإنجليزية: Kevin Grady)‏ هو لاعب كرة قدم أمريكية أمريكي، ولد في 24 يونيو 1986.